# Малыгина, Елена
Елена Малыгина (эст. Elena Malõgina; род. 27 мая 2000, Санкт-Петербург) — эстонская профессиональная теннисистка. Семикратная чемпионка Эстонии по теннису (2017—2022); победительница 14 турниров ITF (три — в одиночном разряде).
С 2018 года Малыгина представляет Эстонию на Кубке Билли Джин Кинг, где её рекорд W/L: 9—16.

## Биография
Елена Малыгина родилась 27 мая 2000 года в Санкт-Петербурге, в России. А её отец родился в Нарве, в Эстонии.

## Спортивная карьера
В 2017—2024 годах стала победительницей одиннадцати турниров ITF в парном разряде.
И в 2019—2021 годах стала победительницей ещё трёх турниров ITF в одиночном разряде.
В 2017—2022 годах семь раз становилась победительницей национального чемпионата Эстонии по теннису: дважды в одиночном разряде (2020, 2022); трижды в парном разряде (2017, 2021, 2022); и дважды в миксте (2019, 2020).

### 2022—2023
В сентябре 2022 года получив wild card участвовала в турнире категории WTA 250 Tallinn Open в Таллине (Эстония), где она в первом круге одиночного разряда проиграла опытной швейцарке Белинде Бенчич со счётом 0-6, 2-6.
На этом же турнире она участвовала в парном разряде вместе с соотечественницей Маилеен Нууди, где они в первом круге проиграли Ван Синьюй и Мию Като со счётом 6-2, 1-6, [4:10].
В октябре 2023 года вместе с чешкой Барборой Палицовой стала финалисткой 100-тысячного турнира ITF W100 AEGON GB Pro-Series Shrewsbury в Шрусбери (Великобритания), где они в финале парного разряда проиграли Хэрриет Дарт и Оливии Гадецки со счётом 0-6, 2-6. На этом же турнире она участвовала в одиночном разряде, где в первом круге победила француженку Фиону Ферро, но во втором круге проиграла британке Франческе Джонс со счётом 6-3, 1-6, 6-7(3-7).

## Рейтинг на конец года
| Год  | Одиночный рейтинг | Парный рейтинг |
| 2023 | 350               | 295            |
| 2022 | 380               | 236            |
| 2021 | 477               | 543            |
| 2020 | 563               | 687            |
| 2019 | 728               | 726            |
| 2018 | 980               | 748            |
| 2017 | —                 | 1049           |